# Borgore
Borgore, de son vrai nom Asaf Borger (hébreu : אסף בורגר), né le 20 octobre 1987, est un chanteur, producteur et disc jockey de musique électronique israélien.

## Biographie
Borgore est originaire de Holon, en Israël. Fondateur de la maison de disques Buygore Records et ancien batteur du groupe de death metal Shabira,. 
Asaf est né le 20 octobre 1987 à Holon et a déménagé à Tel Aviv à 3 ans. Il fréquentait une école de musique à Tel Aviv où il apprenait le saxophone, cette école a permis à beaucoup de gros talents de devenir musicien. Néanmoins, il était difficile de se lancer, en effet, ayant peu de moyen, internet n'étant pas encore développé à l'époque et du fait que beaucoup de personnes avaient peur de venir en Israël, se faire connaitre était donc difficile pour toute personne voulant développer sa musique. Un jour, Borgore visita un magasin de CD proche de chez lui et le vendeur lui donna un CD de dubstep, il l'écouta et apprécia énormément le style et ce fut ainsi qu'il rentra dans le monde du dubstep. Le service militaire étant obligatoire en Israël, il dut l'effectuer, dans un même temps, ses amis décidèrent de commencer un groupe de deathcore et ceux-ci n'avait pas de batteur, ils demandèrent donc à Asaf qui accepta. Durant son service, il utilisait 2 pédales, 2 baguettes en bois et un coussin et, dès qu'il avait du temps libre, s'entraînait à battre sur ses jambes et le coussin sur les pédales afin de ne pas faire de bruit. Dans le même temps, il commence à produire du dubstep. Il quitta finalement le groupe pour se consacrer entièrement au dubstep mais il ne pouvait partir du pays à cause de son service militaire. Dès qu'il l'eut terminé, il partit 3 mois plus tard se produire dans des pays étrangers, particulièrement en Belgique et en Angleterre. C'est ainsi qu'en 2010 il fit sa première tournée aux États-Unis.
Borgore se décrit comme un artiste 100 % internet, en effet, les musiques sont très différentes de ce qui existait et aucun label ne voulait travailler avec lui car c'était trop dangereux. Le dubstep était en effet mal réputé, d'autant plus que son style appelée gorestep était encore plus « dur » que les autres. Il explique qu'il en est là uniquement à ses fans qui l'ont aidé et qui l'ont porté jusque-là.
Il faisait également partie du duo de musique dubstep Alphamale Primates mais le duo se sépara très vite.
Décrit comme « gorestep », sa musique incorpore des motifs de batterie de triplet avec des influences heavy metal. Certaines de ses chansons sont même comparées à des « films d'horreur, des bruits d'animaux de ferme et au sexe ». Il publie notamment des chansons sous les licence de Spinnin' Records, Sumerian Records, Armada Music néanmoins la plus grosse majorité de ses musiques restes sous licences exclusives de sa propre maison de disque Buygore Records. En 2012, il publie le single Decisions, en collaboration avec Miley Cyrus. Sa maison de disques, Buygore Records, soutient les producteurs Document One, Dead Audio, Ookay, Kennedy Jones et Bare, parmi beaucoup d'autres. Son album le plus connu, #NEWGOREORDER, est publié en 2014 au label Buygore Records sous la licence exclusive de Dim Mak Records.
Le 23 janvier 2017, Borgore annonce sur le réseau social Snapchat qu'il enregistre un album dans un style totalement différent du sien : le jazz. Cette annonce d’abord perçue comme une blague, est confirmée le 5 aout 2017 lorsque l'artiste, via Twitter, affirme la publication dans un futur proche de son album de jazz. L'album est publié le 9 mai 2018 sous le nom de Adventures in Time et est principalement composé à la batterie, au piano et à la basse.
Au cours de l'année 2019, il publie un nouvel album intitulé "The Art Of Gore", qui regroupe musiques inédites, et déjà publiées comme "Summerlake" ou "911" (en collaboration avec l'actrice pornographique Abella Danger).

## Style musical
Borgore est de façon prédominante un artiste de dubstep et de drum and bass, qui a par le passé été batteur dans le groupe de death metal israélien Shabira,,.

## Discographie

### Albums
- #NEWGOREOREDER (2014)
- The Buygore Album (2015)

### EPs
- Gorestep: Vol. 1 (2009 ; Shift Recordings)
- Ice Cream Mixtape (2009 ; auto-édité)
- Gorestep's Most Hated (2009 ; auto-édité)
- Birthday and the Black November / Ambient Dub Shit (2010 ; Audio Freaks)
- Borgore Ruined Dubstep, Pt. 1 (2010 ; Buygore)
- Borgore Ruined Dubstep, Pt. 2 (2010 ; Buygore)
- Ice Cream (2010 ; Trillbass)
- Delicious EP (2011 ; Buygore)
- The Filthiest Hits...So Far (2011 ; Sumerian)
- Flex EP (5 mars 2012)
- Borgore's Misadventures in Dubstep (7 mars 2012)
- Decisions EP (18 juin 2012)
- Turn Up EP (8 octobre 2012)
- Legend (7 juin 2013; Buygore)
- Wild Out EP (2013 ; Dim Mak Records)
- Keep It Sexy EP (2015; Buygore)
- Adventures In Times (2018; Borgore)
- The Firest (2018; Buygore)
- The Art Of Gore (2019; Buygore)

### Singles
- Decisions (2012)
- Incredible feat. Carnage (2013; Spinnin' Records)
- Deception feat. Cedric Gervais (2013; Spinnin' Records)
- That Lean feat. Carnage (2013)
- Wayak feat. Dudu Tassa ( Dim Mak Records) (2013)
- Unicorn Zombie Apocalypse (w/ Sikdope) (2014; Spinnin' Records)
- Godess feat. Half Empty & Pouya (2015; Buygore)
- Forbes feat G-Eazy (2015; Buygore)
- I <3 Tacos (2016)
- 100s (2017; Buygore)
- Daddy (2017; Buygore)
- Best (2017; Buygore)
- Magic Trick feat. Juicy J (2017; Buygore)
- Big Bad (2017; Buygore)
- Elefante (2018; Spinnin' Records)
- Svddengore feat. Svdden Death (2018; Buygore)
- Shrimp Creature feat. Nick Colletti (2018; Buygore)
- B.Y.D. feat. Benda (2018; Buygore)
- Reasons feat. Axel Boy, GG Magree (2018, Buygore)
- Jimmy's Rage feat. AFK (2018, Buygore)
- Camo Diamond Rollie feat. Benda (2019, Buygore)
- Are U Up (2019, Buygore)
- Gore on the Dancefloor feat. MOONBOY, Rico Act (2019, Buygore)
- Petty (VIP) (2019, Buygore)

### Remixes
- Onili – Sentimental (Borgore Body Remix)
- Rusko – Woo Boost (Borgore Remix)
- Britney Spears – Womanizer (Borgore Remix)
- Jellybass and Brother Culture – No Love (Borgore and Jazzsteppa Remix)
- Passion Pit – Sleepyhead (Borgore Remix)
- Bring Me The Horizon – It Never Ends (Borgore VIP Remix)
- Neon Hitch – Get Over You (Borgore Remix)
- Gorillaz – Clint Eastwood (Borgore's Drinking is Bad Bootleg Remix)
- Asking Alexandria – The Final Episode (Let’s Change the Channel) (Borgore’s Die Bitch Remix)
- M.I.A. – Illygirl (Borgore Illygore Remix)
- Hollywood Undead – I Don't Wanna Die (Borgore Remix)
- LMFAO – Sexy and I Know It (Borgore and Tomba Remix)
- Dev – Kiss My Lips (Borgore Remix)
- Cedric Gervais - Molly (Borgore Suck My Tit Remix)
- Waka Flocka Flame - Rooster In My Rari (Borgore Remix)
- Metallica - Master Of Puppets (Borgore Remix)
- Awolnation - Sail (Borgore Remix)
- Migos - Hannah Montana (Borgore & Protohype Remix) (2013)
- The Marvelettes - Please Mr. Postman (Borgore and Luke & Skywalker Remix) (2013)
- Dirtyphonics - Hanging On Me (Borgore & Ookay Remix) (2013)
- Jason Derulo feat. Snoop Dogg - Wiggle (Borgore Remix) (2014)
- Pink Guy - Dumplings (Borgore Remix) (2017)